# Conseil exécutif de Hong Kong
Pour les articles homonymes, voir Exécutif.
Le conseil exécutif de Hong Kong (香港特別行政區行政會議, Executive Council of Hong Kong, ExCo)  est l'organe exécutif du gouvernement de Hong Kong, agissant en tant que corps officiel de conseillers auprès du chef de l'exécutif pour l’élaboration des politiques,. Il est semblable aux autres conseils exécutifs du Commonwealth tels que le conseil exécutif fédéral d'Australie, le conseil exécutif de Nouvelle-Zélande (en) ou le conseil privé du Royaume-Uni.
Le conseil exécutif a pour mission de « conseiller » le chef de l'exécutif en matière de politique d'administration du gouvernement. Le chef de l'exécutif agissant après consultation du conseil exécutif est appelé « chef de l'exécutif en conseil » (Chief Executive in Counci). Le chef de l'exécutif en conseil présente les projets de lois au conseil législatif et émet des décrets en conseil, qui servent, entre autres, à faire la délégation législative, et réglementer certaines institutions publiques. Le chef de l'exécutif en conseil entend également les appels et les objections en vertu de certaines ordonnances.
Sous la présidence du chef de l'exécutif, le conseil exécutif se compose de 16 membres officiels (en) (les plus anciens d'entre eux étant le premier secrétaire de l'administration, le chef du secrétariat du gouvernement (en) et le président du comité directeur), et 16 membres non officiels (également appelés ministres sans portefeuille qui dirigent officiellement les législateurs des partis politiques pro-establishment) dirigés par le coordinateur des membres non officiels. Le conseil se réunit normalement une fois par semaine. Contrairement aux conseils britannique et canadien, les législateurs de l'opposition ne sont pas nommés au conseil exécutif.

## Histoire
Le conseil exécutif est créé par le gouvernement britannique de Hong Kong. Les premiers membres ex officio sont le secrétaire colonial et le trésorier colonial dans les années 1840. Le procureur général est ajouté dans les années 1850. En 1949, le conseil exécutif comptait cinq membres ex officio : l'officier militaire supérieur (commandant des forces britanniques à Hong Kong (en)), le secrétaire colonial, le procureur général, le secrétaire aux affaires chinoises (en) et le secrétaire aux finances. Le commissaire du travail (en), bien qu'officiel n'était pas un membre ex officio. De plus, il y avait six membres non officiels : le directeur général de la Hongkong and Shanghai Banking Corporation (en), le tai-pan (en) de Jardine, un notaire ou juriste, deux barristers, et un médecin.
En 1994, le titre de « membre senior (en) » ou « membre non officiel senior » est changé en « coordinateur », lorsque Lydia Dunn (en) est remplacée à ce poste par Rosanna Wong (en).
Le format du conseil exécutif est conservé après la rétrocession de Hong Kong à la Chine en 1997 jusqu'à qu'un système ministériel (nommé « système de responsabilisation des principaux fonctionnaires (en) ») soit introduit en 2002, pendant le second mandat de Tung Chee-hwa. Depuis lors, tous les secrétaires sont des agents politiques et doivent quitter la fonction publique. Tous les secrétaires sont nommés au conseil, transformant effectivement le conseil en cabinet. Les membres non officiels sont une minorité au sein du conseil et ont le statut de ministres sans portefeuille. Le poste de coordinateur est aboli.
En remplissant sa plate-forme électorale, le chef de l'exécutif Donald Tsang nomme huit nouveaux membres non officiels le lendemain de la remise de sa première adresse politique le 12 octobre 2005. Les secrétaires des bureaux siègent aux réunions du conseil lorsque l'ordre du jour est lié à leur portefeuille et que le poste de coordinateur est rétabli. Cela est présenté comme une initiative visant à renforcer le rôle du conseil en tant que lien avec la communauté.

### Changements de composition
| Année | Nombre de membres officiels exclusifs du chef de l'exécutif | Nombre de membres non-officiels |
| ----- | ----------------------------------------------------------- | ------------------------------- |
| 1997  | 3                                                           | 11                              |
| 2002  | 14                                                          | 5                               |
| 2004  | 14                                                          | 7                               |
| 2005  | 14                                                          | 15                              |
| 2007  | 15                                                          | 16                              |
| 2008  | 15                                                          | 15                              |
| 2009  | 15                                                          | 16                              |
| 2012  | 15                                                          | 14                              |
| 2012  | 15                                                          | 16                              |
| 2013  | 15                                                          | 14                              |
| 2015  | 15                                                          | 15                              |
| 2015  | 16                                                          | 14                              |
| 2015  | 16                                                          | 16                              |
| 2016  | 16                                                          | 16                              |
| 2017  | 16                                                          | 15                              |
| 2017  | 16                                                          | 16                              |

## Composition
Les membres du conseil exécutif sont nommés par le chef de l'exécutif parmi les principaux fonctionnaires (chefs de département, officieusement appelés « ministres »), les membres du conseil législatif et les personnalités publiques. Leur nomination et leur révocation sont décidées par le chef de l'exécutif. Il n'y a pas de mandat fixe, mais le mandat des membres ne peut se prolonger au-delà de l'expiration de celui du chef de l'exécutif qui les nomme (article 55 de la loi fondamentale).
Le conseil est présidé par le chef de l'exécutif. En plus des 16 fonctionnaires principaux, il y a 16 membres non officiels. À part le secrétaire en chef, le secrétaire aux finances et le secrétaire à la justice, les membres officiels ne siègent qu'aux réunions liées à leur portefeuille.
La liste suivante comprend tous les membres du conseil exécutif dans l'ordre de préséance (en) : 
- Note: Pour éviter toute confusion, tous les noms de cette liste suivent la convention de Hong Kong (prénom anglais (si disponible), nom de famille, prénom chinois (si disponible)) pour la cohérence.

| Titre        | Image | Membres                    | Affiliation                  | Portefeuille                                                                                 | Date de nomination | Année de naissance | Réf    |
| ------------ | ----- | -------------------------- | ---------------------------- | -------------------------------------------------------------------------------------------- | ------------------ | ------------------ | ------ |
| Présidente   |       | Carrie Lam                 | Non-partisan                 | Cheffe de l'exécutif                                                                         | 1er juillet 2017   | 1957               | [ 7 ]  |
| Officiel     |       | Matthew Cheung (en)        | Non-partisan                 | Premier secrétaire de l'administration                                                       | 16 janvier 2017    | 1951               |        |
| Officiel     |       | Paul Chan Mo-po            | Non-partisan                 | Secrétaire aux finances                                                                      | 16 janvier 2017    | 1955               |        |
| Officiel     |       | Teresa Cheng (en)          | Non-partisan                 | Secrétaire à la Justice                                                                      | 6 janvier 2018     | 1958               |        |
| Non officiel |       | Bernard Charnwut Chan (en) | Non-partisan                 | Coordinateur non officiel du conseil exécutif                                                | 1er juillet 2017   | 1965               |        |
| Non officiel |       | Laura Cha                  | Non-partisan                 | Président du conseil de développement des services financiers                                | 19 octobre 2004    | 1949               |        |
| Non officiel |       | Arthur Li (en)             | Non-partisan                 | Président du conseil de l'université de Hong Kong                                            | 1er juillet 2012   | 1945               | [ 8 ]  |
| Non officiel |       | Chow Chung-kong (en)       | Non-partisan                 | Président de Hong Kong Exchanges and Clearing                                                | 1er juillet 2012   | 1950               | [ 9 ]  |
| Non officiel |       | Fanny Law (en)             | Non-partisan                 | Président du conseil d'administration des parcs scientifiques et technologiques de Hong Kong | 1er juillet 2012   | 1953               | [ 10 ] |
| Officiel     |       | Wong Kam-sing (en)         | Non-partisan                 | Secrétaire à l'environnement (en)                                                            | 1er juillet 2012   | 1963               | [ 11 ] |
| Non officiel |       | Jeffrey Lam (en)           | BPA (en)                     | Membre du conseil législatif Vice-président de BPA                                           | 17 octobre 2012    | 1951               |        |
| Non officiel |       | Ip Kwok-him (en)           | DAB (en)                     | Député de Hong Kong à l'Assemblée nationale populaire Ancien vice-président du DAB           | 17 mars 2016       | 1951               |        |
| Non officiel |       | Tommy Cheung (en)          | Libéral (en)                 | Membre du conseil législatif Président du parti libéral                                      | 25 novembre 2016   | 1949               |        |
| Non officiel |       | Martin Liao (en)           | Non-partisan                 | Membre du conseil législatif                                                                 | 25 novembre 2016   | 1957               |        |
| Non officiel |       | Joseph Yam (en)            | Non-partisan                 | Vice-président exécutif de la Société chinoise pour la finance et la banque                  | 1er juillet 2017   | 1948               |        |
| Non officiel |       | Regina Ip                  | NPP (en)                     | Membre du conseil législatif Président du nouveau Parti populaire                            | 1er juillet 2017   | 1950               |        |
| Non officiel |       | Ronny Tong (en)            | Chemin de la démocratie (en) | Avocat principal (en) Coordinateur de Chemin de la démocratie                                | 1er juillet 2017   | 1950               |        |
| Non officiel |       | Wong Kwok-kin (en)         | FTU (en)                     | Membre du conseil législatif Ancien président du FTU                                         | 1er juillet 2017   | 1952               |        |
| Officiel     |       | Law Chi-kwong (en)         | Non-partisan                 | Secrétaire au travail et à la protection sociale (en)                                        | 1er juillet 2017   | 1957               |        |
| Officiel     |       | John Lee Ka-chiu           | Non-partisan                 | Secrétaire à la sécurité (en)                                                                | 1er juillet 2017   | 1957               |        |
| Officiel     |       | Frank Chan (en)            | Non-partisan                 | Secrétaire aux transports et au logement (en)                                                | 1er juillet 2017   | 1958               |        |
| Officiel     |       | Sophia Chan (en)           | Non-partisan                 | Secrétaire à l'alimentation et à la santé (en)                                               | 1er juillet 2017   | 1958               |        |
| Officiel     |       | Edward Yau (en)            | Non-partisan                 | Secrétaire au commerce et au développement économique (en)                                   | 1er juillet 2017   | 1960               |        |
| Non officiel |       | Lam Ching-choi (en)        | Non-partisan                 | Président de la Commission des personnes âgées                                               | 1er juillet 2017   | 1960               |        |
| Officiel     |       | Michael Wong Wai-lun (en)  | Non-partisan                 | Secrétaire au développement (en)                                                             | 1er juillet 2017   | 1962               |        |
| Officiel     |       | Kevin Yeung (en)           | Non-partisan                 | Secrétaire à l'éducation (en)                                                                | 1er juillet 2017   | 1963               |        |
| Non officiel |       | Kenneth Lau (en)           | BPA                          | Membre du conseil législatif Président de Heung Yee Kuk (en)                                 | 1er juillet 2017   | 1966               |        |
| Non officiel |       | Horace Cheung (en)         | DAB                          | Membre du conseil législatif Vice-président de DAB                                           | 1er juillet 2017   | 1974               |        |
| Officiel     |       | Patrick Nip (en)           | Non-partisan                 | Secrétaire à la fonction publique (en)                                                       | 20 avril 2020      | 1964               |        |
| Officiel     |       | Erick Tsang (en)           | Non-partisan                 | Secrétaire aux affaires constitutionnelles et continentales (en)                             | 20 avril 2020      | 1963               |        |
| Officiel     |       | Alfred Sit (en)            | Non-partisan                 | Secrétaire à l'innovation et à la technologie (en)                                           | 20 avril 2020      | 1962               |        |
| Officiel     |       | Caspar Tsui (en)           | DAB                          | Secrétaire aux affaires intérieures (en)                                                     | 20 avril 2020      | 1976               |        |
| Officiel     |       | Christopher Hui (en)       | DAB                          | Secrétaire aux services financiers et à la trésorerie (en)                                   | 20 avril 2020      | 1977               |        |

## Liste des anciens conseils exécutifs
- 1896–1941 : Liste des membres non officiels du conseil exécutif de Hong Kong 1896-1941 (en)
- 1946–1997 : Liste des membres non officiels du conseil exécutif de Hong Kong 1946–1997 (en)
- 1997–2002 : Premier mandat de Tung Chee-hwa en tant que chef de l'exécutif de Hong Kong (en)
- 2002–2005 : Deuxième mandat de Tung Chee-hwa en tant que chef de l'exécutif de Hong Kong (en)
- 2005–2007 : Premier mandat de Donald Tsang en tant que chef de l'exécutif de Hong Kong (en)
- 2007–2012 : Deuxième mandat de Donald Tsang en tant que chef de l'exécutif de Hong Kong (en)
- 2012–2017 : Mandat de chef de l'exécutif de Hong Kong de Leung Chun-ying (en)
- 2017–aujourd'hui : Mandat de cheffe de l'exécutif de Hong Kong de Carrie Lam (en)

## Localisation
Le conseil exécutif se réunit dans le bloc inférieur du complexe du gouvernement central (en). Jusqu'en 2012, l'ExCo se réunissait dans l'aile principale des bureaux du gouvernement central de Government Hill à Central et à la Maison du gouvernement plus bas (ancienne résidence du gouverneur britannique de Hong Kong).
Avant la rétrocession, le conseil exécutif provisoire de Hong Kong, dirigé par Tung Chee-hwa, se réunissait à Shenzhen ou dans le bureau de Tung au 11e étage du Citibank Plaza 1 à Hong Kong. Les membres de l'ExCo de Hong Kong sous domination britannique n'étaient pas autorisés à assister à cet organe.
Les deux séances du conseil exécutif avaient lieu le mardi.